# Liga Nacional Juvenil
De Liga Nacional Juvenil is een Spaanse voetbalcompetitie die door de RFEF samen met regionale bonden wordt georganiseerd. De Liga Nacional is de tweede Spaanse jeugddivisie en bevindt zich onder de División de Honor Juvenil. De teams die in de Liga Nacional spelen omvatten spelers van 18 jaar of jonger.
De Liga Nacional omvat zestien regionale groepen met elk zestien tot achttien clubs. Er wordt een volledige competitie gespeeld, waarin elke club de andere clubs eenmaal thuis en eenmaal uit bespeeld. Het team met de meeste punten is aan het einde van het seizoen kampioen. De twee hoogst geklasseerde teams promoveren naar de División de Honor, de vier laagst geklasseerde teams degraderen.

## Indeling groepen
| Grupo | Regio                     | # teams |
| ----- | ------------------------- | ------- |
| I     | Galicië                   | 17      |
| II    | Asturië en Cantabrië      | 18      |
| III   | Castilië en León          | 16      |
| IV    | Baskenland                | 16      |
| V     | La Rioja                  | 16      |
| VI    | Aragón                    | 16      |
| VII   | Catalonië                 | 18      |
| VIII  | Valencia                  | 18      |
| IX    | Balearen                  | 19      |
| X     | Murcia                    | 18      |
| XI    | Extremadura               | 16      |
| XII   | Madrid                    | 16      |
| XIII  | Oost-Andalusië en Melilla | 16      |
| XIV   | West-Andalusië en Ceuta   | 16      |
| XV    | Castilië-La Mancha        | 18      |
| XVI   | Navarra                   | 16      |

División de Honor ·
Copa de Campeones ·
Liga Nacional Juvenil ·
Copa del Rey Juvenil